# Municipio de Drummer
El municipio de Drummer (en inglés: Drummer Township) es un municipio ubicado en el condado de Ford en el estado estadounidense de Illinois. En el año 2010 tenía una población de 4023 habitantes y una densidad poblacional de 28,95 personas por km².

## Geografía
El municipio de Drummer se encuentra ubicado en las coordenadas 40°27′52″N 88°23′49″O / 40.46444, -88.39694. Según la Oficina del Censo de los Estados Unidos, el municipio tiene una superficie total de 138.97 km², de la cual 138,49 km² corresponden a tierra firme y (0,34 %) 0,48 km² es agua.

## Demografía
Según el censo de 2010, había 4023 personas residiendo en el municipio de Drummer. La densidad de población era de 28,95 hab./km². De los 4023 habitantes, el municipio de Drummer estaba compuesto por el 97,29 % blancos, el 0,52 % eran afroamericanos, el 0,12 % eran amerindios, el 0,4 % eran asiáticos, el 0,3 % eran de otras razas y el 1,37 % eran de una mezcla de razas. Del total de la población el 1,29 % eran hispanos o latinos de cualquier raza.